# Никеја
Никеја (грч. Νίκαια []) или Изник (тур. İznik), је стари град на западу Турске — Мале Азије (Анадолија), који је превасходно познат као место одржавања два историјска васељенска сабора (Првог и Другог никејског сабора) ране хришћанске цркве. Град се налази на источној обали језера Аскалион (Изник), на надморској висини од 90m, а данас има око 15.000 становника. Град је имао бурну историјску прошлост, а једно време је био престоница тзв. Никејског царства, државе формиране на византијским традицијама после крсташког освајања Цариграда 1204. године. Током османске владавине (1331—1918) град је постао средиште производње чувене плаве Изник керамике. Највеће туристичке атракције у граду су старе градске зидине које су проваљене на многим местима, мада добар део старе градње још увек стоји, захваљујући бројним туристима и њиховом интересу за град и црква Божанске Мудрости (Аја Софија) у којој су се највероватније одржали васељенски сабори.

## Називи града
- Антигонеја је првобитни назив града.
- Никеја је име града од 305. године п. н. е..
- Изник је турски назив града изведен од (грчког) имена Никеја односно грчких речи еис тин Никеа што у преводу значи у Никеји. На исти начин су од грчких речи и назива изведени турски називи и многих других градова:
  - Истанбул од еис тин (Константино)Поли (У Граду (Константинопољу))
  - Измир од еис тин Смир (У Смирни)

## Прошлост Никеје
Никеју је првобитно основао 310. године п. н. е. македонски краљ Антигон, који је након смрти Александра Великог Македонског заузео велики део Мале Азије и првобитно се по њему звао Антигонеја(грч. Νίκαια). Негде око 305. године п. н. е. краљ Тракије Лисимах је град преименовао у Никеја у славу његове супруге Никаје (грч. Νίκαια). Битињани га освајају 281. године п. н. е., после чега прелази у руке Римљана, да би га после низа земљотреса обновио Хадријан (117—138).
Готи га спаљују и разарају 259. године, али град и поред тога остаје седиште хришћанске епископије и у њему је 325. године одржан први васељенски сабор тзв. Никејски сабор. Цар Валенс (364—378) је у Никеји 364. године проглашен за цара, а током великих грађевинских обнова које је спровео Јустинијан I (527—565) град је додатно развијен и изграђен. Током иконокластичке кризе у Византијском царству у граду је одржан седми васељенски сабор на коме је осуђено штовање иконама.
Непосредно након Манцикертске битке и догађаја из 1071. године уследила је инвазија Селџука на Малу Азију која је 1077. године достигла један од својих врхунаца заузимањем Никеје. Голоруки следбеници Петра Пустињака су током тзв. сељачког крсташког похода покушали да на јуриш заузму град, али су страховито потучени и врло мали број њих је успео да се спасе захваљујући интервенцији византијске војске. Град је 1097. године враћен Византији, након што су га крсташи првог крсташког похода опсели и заузели.
После крсташког заузећа Цариграда 1204. године, Ласкариси, који су последњим трзајима опсаде проглашени византијским царевима, у Никеји оснивају државу на византијским традицијама названу Никејско царство. Током пола века борби са католичким (тзв. латинским) и православним државама насталим на тлу Византијског царства 1204. године, никејски цареви су извојевали победу и 1261. године је Михајло VIII Палеолог ((1259)1261—1282) повратио Цариград и обновио Византију. Током тих пола века Никеја је била седиште православног васељенског патријарха.
Османлије град освајају 1331. године и он се од тада налази у саставу Османске империје. Султан Селим I је 1514. године у њега преселио Азерске мајсторе керамике из Табриза и других делова Азербејџана, који су га прославили као средиште производње чувене плаве Изник керамике.

## Демографија
| 1990.  | 2000.  |
| ------ | ------ |
| 17.232 | 20.169 |

## Туристичке атракције

### Градски бедеми
Никеја је опасана двоструким бедемом полигоналне основе укупне дужине 4427m рађеног по узору на двоструке бедеме Теодосија II у Цариграду.
Систем двоструких бедема је изведен од:
- унутрашњег бедема висине 9m и ширине 3.5m ојачаног са 108 кула.
- међупростора(тзв. периболоса) који износи до 16m
- спољашњег бедема ојачаног о круглим кулама
- међупростора(тзв. паратехиона)
- шанца са водом

### Цркве
- црква Божанске Мудрости (Аја Софија), из 6. века, налази се у самом средишту града, а данас је у рушевинама. Од 2011. поново је претворена у џамију.[1]
- црква Преображења Богородице (Коимесис), налази се у југоисточном делу града, а данас је у рушевинама

### Џамије
- Зелена џамија

### Језеро Аскалион (Изник)
Језеро Аскалион, на чијем се најисточнијем крају налази Никеја, се налази на 80m надморске висине и обухвата површину од 303 са највећом дубином од 75m.

### Остале атракције
- Имарет (градски музеј)
- Римски театар
- Берберов камен
- Касијев обелиск

## Чувени становници Никеје
У Никеји су рођени велики грчки астроном Хипарх (Hipparchus) и математичар и астроном, Спорије (Sporus).